# Type (designação)
A palavra type (em inglês), seguida de um número é uma forma comum de nomear uma arma ou produto em uma série de produção, com significado semelhante a "mark". O termo "type" foi amplamente usado pelos militares japoneses e chineses no início da década de 1920 e ainda é usado atualmente pelos militares de ambas as nações. O Reino Unido usa um sistema de numeração com "type" para grande parte de seu equipamento militar. Muitas outras nações usam a palavra "type" para designar produtos em uma série.